# Here (azienda)
Here (stilizzato come ''HERE") è un'impresa in comproprietà delle aziende automobilistiche tedesche Audi, BMW e Daimler.
Here fornisce servizi e tecnologie di dati di tipo geografico e di mappatura per il settore automobilistico, consumer e aziendale.
La tecnologia è basata su un modello di tipo cloud computing, in cui ogni dato e servizio è memorizzato su server remoti cosicché gli utenti vi abbiano accesso ovunque si trovino con una connessione a internet.

## Storia
Il nucleo principale del progetto venne creato dalla statunitense Navteq (scritt: "NAVTEQ"), nel 2008 fu acquisita dalla finlandese Nokia di cui divenne filiale e divenne Nokia Maps, successivamente Ovi Maps e di nuovo dal 2011 Nokia Maps.
Dal 2012 il marchio divenne Here e furono unificati i servizi di mappatura, ubicazioni di attività commerciali, navigazione satellitare e altri servizi .
Nel dicembre 2015 Nokia ha venduto tutto al consorzio di società tedesche: Audi, BMW e Daimler.